# Marco Ilsø
Marco Ilsø est un acteur danois, né le 29 septembre 1994 à Copenhague. Il se fait connaître grâce à son rôle de Hvitserk dans la série télévisée Vikings, entre 2016 et 2020.
Il est le frère du footballeur Ken Ilsø.

## Biographie

### Enfance
Marco Ilsø naît le 29 septembre 1994 au Danemark dans une famille de sportifs. En effet, son père Finn est footballeur professionnel et sa mère Else joue dans l'équipe nationale junior de handball. Ensemble, ils ont trois fils : Ken, né en 1986, Nick, né en 1989, et enfin Marco. À l'age de 10 ans, ses parents se séparent. En décembre 2008, il confie à propos de ce divorce que « cela fut probablement l'une des pires choses qu'[il ait] vécu ».

### Carrière
En décembre 2008, à 14 ans, Marco Ilsø apparaît dans le rôle de Mikkel dans la série télévisée Mikkel og Guldkortet (da), diffusée sur la chaîne danoise TV 2. Malgré cette première expérience du métier d'acteur, il dit rêver de devenir footballeur professionnel.
En 2014, il joue le jeune Ditlev dans Les Enquêtes du département V : Profanation (Fasandræberne) de Mikkel Nørgaard.
En 2015, alors qu'il participe avec Alex Høgh Andersen au Festival de Roskilde, au Danemark, ils sont tous deux contactés pour passer une audition à Stockholm, en Suède, pour la série Vikings. Il emprunte donc la voiture de sa mère et ils font le trajet, long de six heures, ensemble. Finalement, Alex obtient le rôle d’Ivar, le cinquième fils de Ragnar Lothbrok, et Marco décroche le rôle de Hvitserk, le troisième fils de Ragnar Lothbrok. Ils apparaissent pour la première fois dans le dixième épisode de la quatrième saison qui est diffusé sur la chaîne History aux États-Unis et celle du Canada en avril 2016.
En 2018, il est Mads dans la mini-série L'Ancien Combat (Kriger).

## Filmographie

### Longs métrages
- 2011 : Rebounce (en) (Frit fald) de Heidi Maria Faisst : Nicklas
- 2011 : The Reunion (en) (Klassefesten) de Niels Nørløv Hansen : Andreas, jeune
- 2012 : Toi et moi pour toujours (You and Me Forever) de Kaspar Munk : un gars de la fête
- 2014 : Danny et la fin du monde (da) (Dannys dommedag) de Martin Barnewitz : Lukas
- 2014 : Les Enquêtes du département V : Profanation (Fasandræberne) de Mikkel Nørgaard : Ditlev, jeune
- 2016 : The Model (da) de Mads Matthiesen : Frederik
- 2021 : Vildmænd de Thomas Daneskov : Simon

Prochainement
- The Islander de Zoran Lisinac et Domagoj Mazuran : Neb

### Court métrage
- Uro de Jacob Tschernia : Frederik

### Séries télévisées
- 2008 : Mikkel og Guldkortet (da) : Mikkel (24 épisodes)
- 2015 : Banken: New Normal : un gosse riche (saison 2, épisode 2 : Ung med de unge)
- 2016-2020 : Vikings : Hvitserk (49 épisodes)
- 2018 : L'Ancien Combat (Kriger) : Mads (mini-série, 5 épisodes)
- 2021 : Sunday : Magnus (5 épisodes)
- 2022 : Borgen, une femme au pouvoir (Borgen) : Villads Sørensen (1 épisode)